# بانی‌لوان

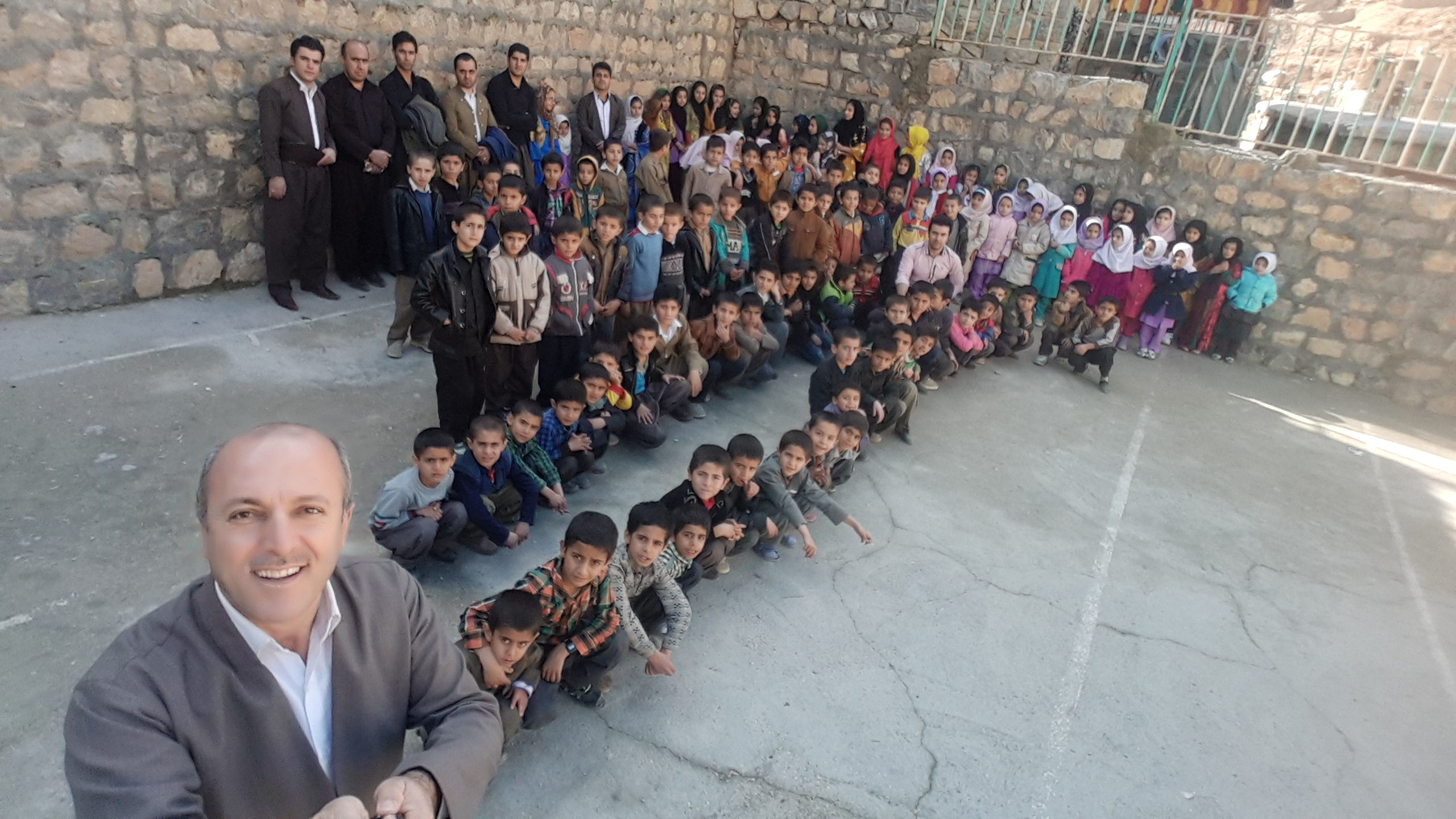
تصویری از دانش آموزان و کارکنان مدرسه

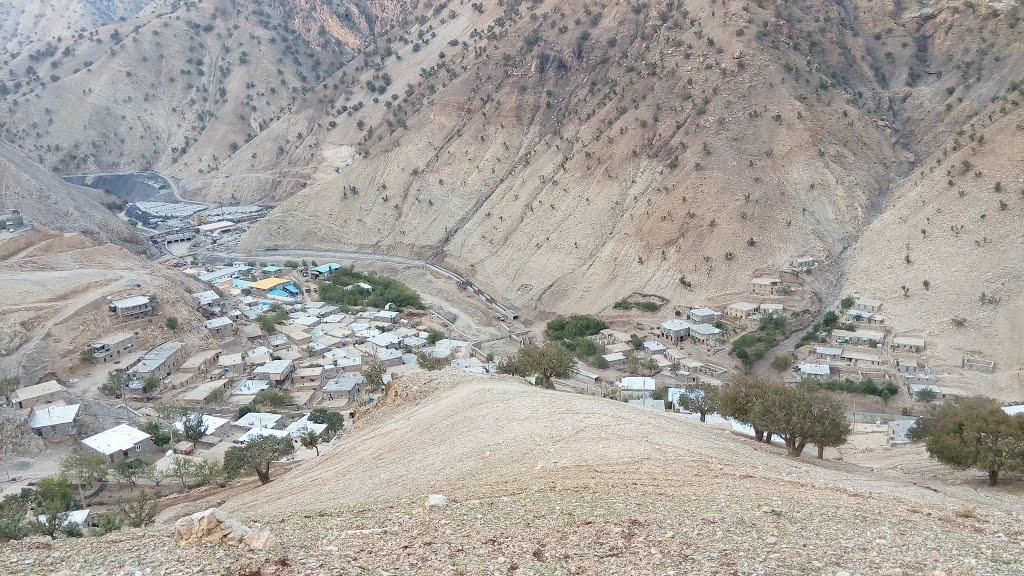
خه زه ڵوه ری ۲۷۱۵

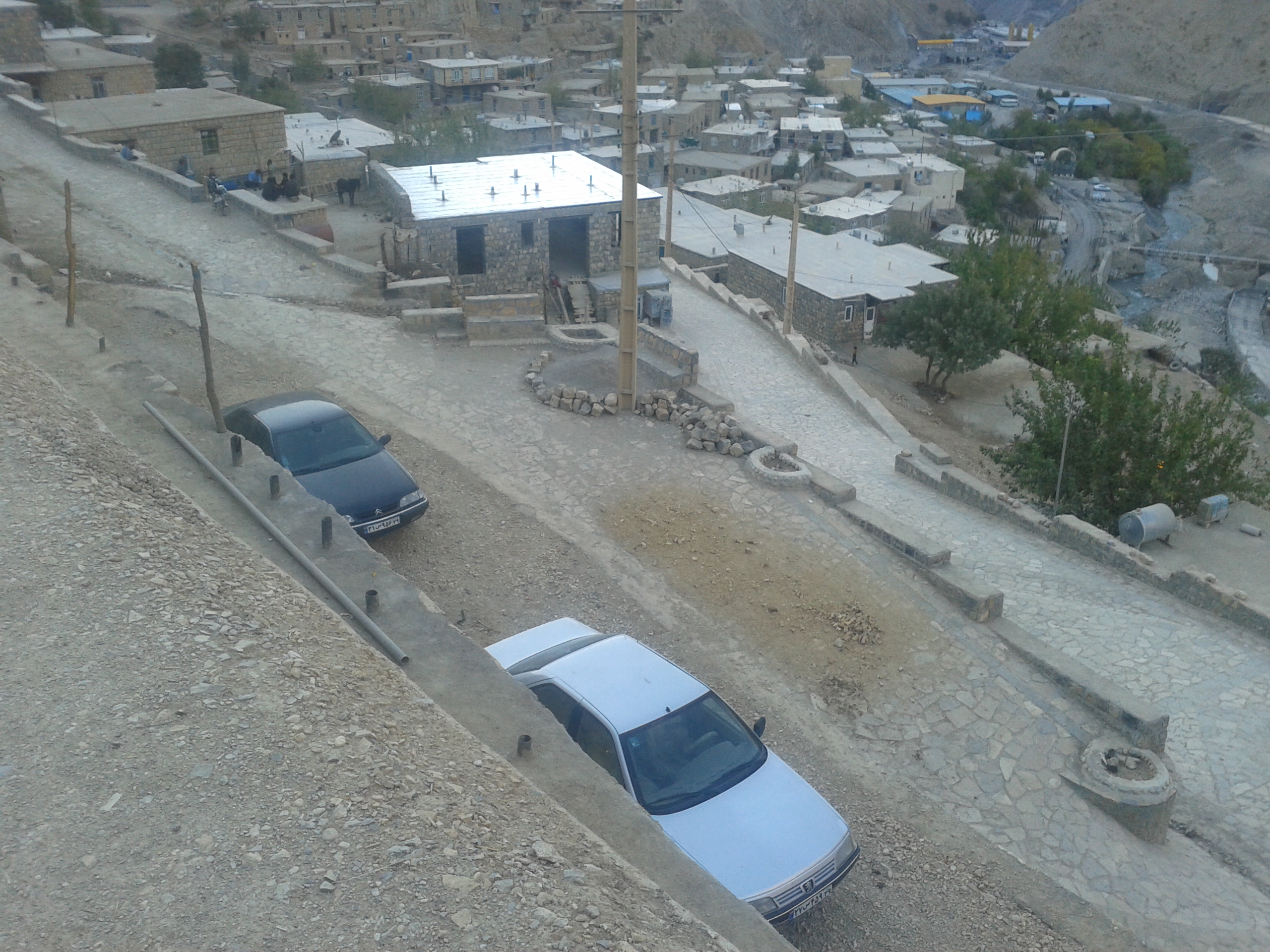

بانی‌لوان، روستایی از توابع بخش کلاشی شهرستان جوانرود در استان کرمانشاه ایران است.
فاصله روستا تا شهرستان جوانرود حدود ۷۵ کیلومتر بوده که جاده پر پیچ و خمی است و هر راننده‌ای را خسته می‌کند.
ارتفاع از سطح دریا در این روستا ۶۵۰ متر بوده و به همین دلیل آب و هوای گرمی دارد. رودخانه لیله که از رودهای بزرگ منطقه است از وسط روستا عبور کرده و زیبایی خاصی را به منطقه بخشیده است، این رودخانه در منطقه دروله با آب سیروان یکی شده و وارد سد دربندیخان می‌شوند.
مردم روستا بیشتر به کارهای دامداری و باغداری و تهیه سقز کردی (بنێشت، وێژه ن) می‌پردازند و همچنین بعضی از آن‌ها در شرکتی که مشغول ساخت تونل در منطقه است کار می‌کنند.
کوهستان این روستا (گوێزێ) در ارتفاعی بالاتر از روستا و منطقه خوش آب و هوایی قرار دارد که باغداران روستا از اوایل اردیبهشت ماه که هوا روبه گرمی می‌رود به آن جا کوچ کرده و جاذبه گردشگری خوبی داردو تا مهر ماه و شروع دوباره مدرسه همان‌جا می‌مانند.
علی‌رغم جمعیت زیادی که روستا دارد فرصت ادامه تحصیل فقط تا متوسطه اول وجود دارد و دانش آموزان برای ادامه تحصیل باید به روستای مزران رفته و در آنجا دوران دبیرستان را سپری کنند .

## جمعیت
این روستا در دهستان کلاشی قرار دارد و جمعیتی بیش از ۱۲۰۰ نفر دارد.